# Искьердо, Лилия
Лилия (Лилиан) Искьердо Агирре (исп. Lilia (Lilian) Izquierdo Aguirre; 10 февраля 1967, Гавана, Куба) — кубинская волейболистка. Связующая. 3-кратная Олимпийская чемпионка, двукратная чемпионка мира, 4-кратная обладательница Кубка мира.

## Биография
Своё первое «золото» на международном уровне Лилия Искьердо выиграла в 1985 году в Милане на молодёжном чемпионате мира. В следующем году 19-летняя волейболистка дебютировала уже в национальной сборной Кубы на Центральноамериканских и Карибских играх и выступала за неё на протяжении 14 лет (с незначительными перерывами). За это время Искьердо выиграла рекордное количество «золота» соревнований высшего международного уровня — Олимпийских игр (трижды), чемпионатов мира (дважды) и розыгрышей Кубка мира (четырежды). Эти показатели повторяет лишь ещё одна спортсменка из состава великой кубинской команды 1990-х годов — Регла Белл. С учётом же других соревнований мирового и континентального уровня на счету Искьердо 24 награды высшего достоинства.
До 1998 на клубном уровне Искьердо выступала за сильнейшую команду Кубы — «Сьюдад Хабана». С января 1999 на протяжении двух сезонов играла в чемпионате Италии за команды из Флоренции и Палермо. После окончания Олимпиады-2000, на которой Искьердо стала трёхкратной олимпийской чемпионкой, волейболистка завершила игровую карьеру.

### Клубная карьера
- …—1998 —  «Сьюдад Хабана» (Гавана);
- 1999 —  «Марси» (Палермо);
- 1998—2000 —  «Романелли Фиренце» (Флоренция).

## Достижения

### Со сборными Кубы
- 3-кратная Олимпийская чемпионка — 1992, 1996, 2000.
- двукратная чемпионка мира — 1994, 1998;
- 4-кратный победитель розыгрышей Кубка мира — 1989, 1991, 1995, 1999.
- победитель розыгрыша Всемирного Кубка чемпионов 1993;
  - серебряный призёр Всемирного Кубка чемпионов 1997.
- чемпионка Гран-при 1993;
  - 3-кратный серебряный (1994, 1996, 1997) и двукратный бронзовый (1995, 1998) призёр Мирового Гран-при.
- 7-кратная чемпионка NORCECA — 1987, 1989, 1991, 1993, 1995, 1997, 1999.
- 3-кратная чемпионка Панамериканских игр — 1987, 1991, 1995;
  - серебряный призёр Панамериканских игр 1999.
- 3-кратная чемпионка Центральноамериканских и Карибских игр — 1986, 1990, 1998.
- чемпионка мира среди молодёжных команд 1985.

### С клубами
- неоднократная чемпионка Кубы.

### Индивидуальные
- 1994: лучшая на подаче Гран-при.